# Дворец Вангенхайма
Дворец Вангенха́йма (нем. Wangenheimpalais) — здание в центре Ганновера. В 1863—1913 годах дворец Вангенхайма служил ратушей и в нём размещались органы городского управления. В настоящее время во дворце Вангенхайма работает министерство экономики Нижней Саксонии.
Дворец был построен в 1829—1832 годах для гофмаршала Георга фон Вангенхайма по проекту придворного архитектора Георга Людвига Фридриха Лавеса. В 1844 году здание обзавелось зимним садом. Король Георг V, вступивший на трон в 1851 году, выкупил здание под свой дворец-резиденцию и прожил в нём около 10 лет. В 1862 году городские власти приобрели здание, которое после реконструкции превратилось в ратушу и выполняло эти функции до 1913 года, до переезда городских властей в здание Новой ратуши напротив.
Во время Второй мировой войны в 1943 году дворец Вангенхайма пострадал при бомбардировке. Здание полностью выгорело, но было восстановлено через несколько лет и использовалось под городские нужды. С 1957 года во дворце размещается министерство экономики Нижней Саксонии.